# Hador Zlatoglavi
Hador Zlatoglavi (tudi Hador Zlatolasi ali Lorindol, Zlatoglavec) je domišljijski lik v Tolkienovem Srednjem svetu. Bil je Fingolfinov vazal, gospodoval je Dor-lominu, pokrajini na jugu Hithluma. Njegov rod je bil tretja hiša ljudi. Bil je oče Galdorja in Glóredhel, ded Hurina, Hourja in Handirja Brethilskega. Umrl je v Dagor Bragollachu, blizu Eithel Siriona. Iz njega izhaja Hadorjeva hiša.